# Moše Peled (politik)
Moše Peled (hebrejsky: משה פלד) je izraelský politik a bývalý poslanec Knesetu za stranu Comet, alianci Likud-Gešer-Comet, stranu Mechora a Moledet.

## Biografie
Narodil se 2. dubna 1945 ve vesnici Bejt ha-Šita. Vystudoval střední školu. Sloužil v izraelské armádě, kde dosáhl hodnosti plukovníka (Aluf Mišne) u tankových sil. Pracoval jako projektový manažer. Hovoří hebrejsky a anglicky.

## Politická dráha
Byl členem sekretariátu strany Comet a předsedou odboru obrany při Kibucovém hnutí. Předsedal Fóru obcí na severu pro obranu Golanských výšin.
V izraelském parlamentu zasedl poprvé po volbách v roce 1992, v nichž kandidoval za Comet. Byl členem výboru pro zahraniční záležitosti a obranu, výboru House Committee a podvýboru pro lidské zdroje a vzdělávání v armádě. Mandát obhájil po volbách v roce 1996. Kandidoval tehdy za střechovou kandidátní listinu Likud-Gešer-Comet. Nastoupil do funkce místopředsedy Knesetu. Byl členem výboru pro zahraniční záležitosti a obranu a výboru House Committee. V průběhu volebního období se strana Comet opětovně osamostatnila. Moše Peled z ní ale v březnu 1999 vystoupil a založil vlastní stranu nazvanou Mechora. Během jednoho dne ale tato strana zanikla, protože splynula se stranou Moledet. Za ni Peled kandidoval ve volbách v roce 1999, ale mandát nezískal.
Zastával i vládní posty. Od července 1996 do listopadu 1998 byl náměstkem ministra školství Izraele.